# 양정초등학교 (경북)
양정초등학교는 대한민국 경상북도 상주시에 있었던 공립 초등학교이다.

## 학교 연혁
- 1968년 7월 23일 : 양정국민학교 개교
- 1996년 3월 1일 : 양정초등학교로 개칭
- 2002년 3월 1일 : 공검초등학교로 통폐합